# Montserrat Canela i Garayoa
Montserrat Canela i Garayoa (Sant Guim de Freixenet, 1959) és una arxivera i escriptora catalana.
Ha publicat diverses novel·les juvenils i dos llibres de contes infantils. A banda d'escriure, ha estat vinculada al món dels arxius: del 2000 a l'octubre de 2024, quan es va jubilar, va treballar a l'Alt Comissionat de les Nacions Unides per als Refugiats.
Ha guanyat el Premi Joaquim Ruyra de narrativa juvenil l'any 1985 i el premi Hospital Sant Joan de Déu.

## Obra
- 1987: Les flors salvatges
- 1998: El cercle d'Oroboros
- 1999: Al final de l'abisme
- 1999: Ioshi i la pluja
- 2000: El mineral 202
- 2000: El laberint del sector D-delta
- 2005: Un pastís horrorós